# Hexatoma (Eriocera) lopesi
Hexatoma (Eriocera) lopesi is een tweevleugelige uit de familie steltmuggen (Limoniidae). De soort komt voor in het Neotropisch gebied.